# Suíte Vollard
O Suíte Vollard é um edifício brasileiro construído no bairro Mossunguê em Curitiba, no Paraná. Inaugurado em 16 de dezembro de 2004, após 10 anos de obras, é considerado o primeiro edifício giratório do mundo, com um sistema de movimentação de 360 graus independente para cada andar. O projeto foi assinado pelo arquiteto Bruno de Franco. São onze lofts de 120m² cada, podendo circular independentemente através de uma plataforma metálica de 90m², apoiada sobre a laje inferior de cada andar. Um sistema de rodas dentadas acionadas por motores instalados na parte externa dos apartamentos faz os lofts girarem tanto no sentido horário como anti-horário. Além da parte giratória, o edifício conta com duas estruturas fixas: no centro, onde ficam a tubulação de água e esgoto, os banheiros, a cozinha e a lareira dos apartamentos, e na lateral, com os elevadores, churrasqueira, área de serviço e hall. Na parte giratória ficam os ambientes sociais e íntimos da suíte. O giro completo de um apartamento leva uma hora.
Nenhum apartamento chegou a ser habitado em decorrência do alto valor de venda, à época, em pouco mais de R$ 300 mil, o preço por metro quadrado encontrava-se em R$ 2.700, quando a média da região era de R$ 1.448. Em 2008, ainda sem ter vendido nenhuma unidade, o edifício passou por um relançamento, com o preço de R$ 1,2 milhão cada apartamento.
Ações civis e trabalhistas movidas contra a Construtora Moro levaram o Suíte Vollard a ser penhorado e um impasse na justiça quanto ao leilão do edifício impediu que ele pudesse ser utilizado; em 2012, encontrava-se abandonado e alvo de vândalos.
Após tentativas de relançamento, o prédio esta abandonado e sem uso comercial, aguardando algum investidor para reativar suas vendas.